# Golpes de Estado no Peru
Vários golpes de Estado no Peru ocorreram desde a fundação da República. Abaixo, são citados os golpes de Estado, conspirações ou tentativas fracassadas que ocorreram ao longo da história do Peru.
| Nome                             | Data                     | Resultado | Consequências |
| -------------------------------- | ------------------------ | --------- | --- |
| Motim de Balconcillo             | 27 de fevereiro de 1823  | Exitoso   | Foi o primeiro golpe de Estado no Peru que consistiu em um levante militar que exigia a proclamação de José de la Riva Agüero como Presidente da República. Culminou com a dissolução da Junta Governante. |
| Golpe de Estado no Peru de 1829  | 7 de junho de 1829       | Exitoso   | Golpe de Estado perpetrado em Piura pelo general Agustín Gamarra e um grupo de oficiais peruanos contra o presidente José de La Mar. |
| Golpe de Estado no Peru de 1835  | 23 de fevereiro de 1835  | Exitoso   | Golpe de Estado liderado pelo general Felipe Santiago Salaverry contra o presidente do Conselho de Estado Manuel Salazar y Baquíjano enquanto o presidente constitucional Luis José de Orbegoso empreendia uma viagem pelos departamentos do sul.                                                                                                   |
| Golpe de Estado no Peru de 1842  | 16 de agosto de 1842     | Exitoso   | Golpe de Estado perpetrado pelo coronel Juan Crisóstomo Torrico contra o presidente do Conselho de Estado Manuel Menéndez |
| Golpe de Estado no Peru de 1865  | 25 de novembro de 1865   | Exitoso   | Golpe de Estado perpetrado pelos chefes do exército peruano contra o presidente Pedro Diez Canseco ao não adotar decisões rápidas e drásticas que os cidadãos reivindicavam em relação ao problema com a Espanha. No dia seguinte, o povo de Lima reunido em um cabildo aberto na Plaza de Armas proclamou ditador o Coronel Mariano Ignacio Prado. |
| Rebelião dos coronéis Gutiérrez  | 22-26 de julho de 1872   | Fracasso  | Os irmãos Tomás, Silvestre, Marceliano e Marcelino Gutiérrez realizam um golpe militar. |
| Golpe de Estado no Peru de 1879  | 23 de dezembro de 1879   | Exitoso   | Golpe de Estado perpetrado por Nicolás de Piérola contra o Primeiro Vice-Presidente Luis La Puerta enquanto o Presidente Mariano Ignacio Prado estava no exterior com o propósito explícito de agilizar a compra de armas durante a Guerra do Pacífico.                                                                                             |
| Sublevação de 29 de maio de 1909 | 29 de maio de 1909       | Detectado | Levante liderado por Carlos de Piérola, irmão do ex-presidente Nicolás de Piérola. |
| Golpe de Estado no Peru em 1914  | 4 de fevereiro de 1914   | Exitoso   | Golpe de Estado com a intervenção das forças militares de Lima pelo coronel Oscar R. Benavides. |
| Golpe de Estado no Peru em 1919  | 4 de julho de 1919       | Exitoso   | Golpe de Estado perpetrado pelo presidente eleito Augusto B. Leguía contra o presidente cessante José Pardo y Barreda.. |
| Golpe de Estado no Peru em 1930  | 22 de agosto de 1930     | Exitoso   | Golpe de Estado perpetrado pelo comandante Luis Miguel Sánchez Cerro. |
| Golpe de Estado no Peru em 1948  | 29 de outubro de 1948    | Exitoso   | Golpe de Estado perpetrado pelo comandante Manuel A. Odría e partidários próximos à direita, contra o presidente José Luis Bustamante y Rivero. |
| Golpe de Estado no Peru em 1962  | 18 de julho de 1962      | Exitoso   | Golpe institucional das Forças Armadas ao presidente Manuel Prado Ugarteche pelo antiaprismo. |
| Golpe de Estado no Peru em 1968  | 3 de outubro de 1968     | Exitoso   | Golpe de Estado contra Belaúnde por um grupo de militares das forças armadas, liderados pelo general Juan Velasco Alvarado. |
| Tacnazo                          | 29 de agosto de 1975     | Exitoso   | Golpe militar realizado pelo então presidente do Conselho de Ministros e Major-General Francisco Morales Bermúdez contra o governo do Presidente Juan Velasco Alvarado. |
| Autogolpe no Peru em 1992        | 5 de abril de 1992       | Exitoso   | O Presidente da República Alberto Fujimori, com o apoio das Forças Armadas, dissolve o Congresso e fecha outras instituições do Estado. |
| Contragolpe no Peru em 1992      | 13 de novembro de 1992   | Detectado | O Major General Jaime Salinas Sedó liderou, junto com um grupo de militares do Exército Peruano, uma tentativa de restaurar a ordem democrática. |
| Levante de Locumba               | 29 de outubro de 2000    | Fracasso  | Rebelião militar ocorrida em Locumba, departamento de Tacna, encabeçada pelo comandante do exército peruano Ollanta Humala Tasso, junto com seu irmão, o major de infantaria reformado, Antauro Humala Tasso. O levante pretendia exigir a renúncia do presidente Alberto Fujimori.                                                                 |
| Andahuaylazo                     | 1 e 4 de janeiro de 2005 | Fracasso  | O major reformado do exército peruano Antauro Humala, à frente de 150 reservistas armados, exigiu a renúncia do ex-presidente Alejandro Toledo e uma reforma total da Constituição Política do Peru de 1993. |